# Josy Meidinger
Josy Meidinger (* 19. Dezember 1899 in Schäftlarn; † 7. Juni 1971 in Neuburg an der Donau) war eine deutsche Malerin, Scherenschnittkünstlerin und Illustratorin.

## Leben
Josy Meidinger wurde 1899 als drittes Kind des Gymnasialassistenten Johann Meidinger und seiner Ehefrau Magdalena in Kloster Schäftlarn geboren. Nach kurzer Zeit in Donauwörth kam sie 1909 (durch Versetzung ihres Vaters) mit ihrer Familie nach Neuburg an der Donau. Dem Mädchenlyzeum folgte 1916 bis 1919 das Studium an der Königlichen Kunstgewerbeschule in München, damals für Mädchen Ersatz der Akademie. 1920 ließ sie sich in Neuburg an der Donau als freischaffende Künstlerin nieder, wo sie, abgesehen von längeren Aufenthalten in Augsburg und Nürnberg, bis an ihr Lebensende blieb. Ihr Leben war geprägt vom christlichen Glauben, Verehrung für ihre großen Gönner, Kronprinz Rupprecht von Bayern und seine Gattin Herzogin Marie in Bayern, welche ihr – nach Verwüstung ihrer Räume im Schloss durch internierte Fremdarbeiter ab 1945 im Jagdschloss Grünau bei Neuburg – freie Wohnung in Schloss Neuburg gewährten, und durch selbstlose Liebe zu Mensch, Tier und Natur. Sie kennzeichnet auch ihr gesamtes Lebenswerk.

## Werk
So vielseitig die Arbeiten Josy Meidingers inhaltlich und technisch sind, Grundlage ist stets eine emotional fundierte Zeichnung. Aus ihr entwickelte sie Gemälde, Holz- und Linolschnitte, vielfältige Grafiken und selbst Bühnenbilder, besonders aber die filigranen Scherenschnitte, nur mit der Schere und aus traditionell einem Stück, teilweise mehrschichtig farbig hinterlegt.
Bekannt sind über 1800 Scherenschnitte, wovon bis 1938 viele Hunderte als Illustrationen in Büchern, Zeitschriften, auf Kalendern und Postkarten des In- und Auslands veröffentlicht wurden. 1938 versiegten die Verbindungen zum Ausland und den unterdrückten christlichen Verlagen.

Für die Jahre 1920 bis etwa 1939 gilt Josy Meidinger neben Johanna Beckmann und Lotte Reiniger als die wohl profilierteste deutsche Scherenschnittkünstlerin, auch „ebenbürtig Künstlern wie Ernst Moritz Engert“.

### Hauptwerke
- „Drei-Königs-Legende“, 34 mit bis zu 7 Schichten farbig hinterlegte Scherenschnitte, 9 × 10 cm, 1926, in Glas gefasst zur Wandprojektion bei den Aufführungen der „Legende von den Heiligen 3 Königen“ von Gustav Schwab,[6]
- „TOTENTANZ“, 14 schwarze Scherenschnitte, 1930, 8,5 × 10 cm, als Glasdias zur Wandprojektion anläßlich der Aufführungen des Mysterienspiels „Totentanz“ von Gottfried Haaß-Berkow, eingerichtet von Max Gümbel-Seiling,[7] und 22 Blätter „Totentanz“, mit einigen Grafiken als Buch 1996 erschienen,[8] und
- 39 „Habsburg-Schnitte“ zur Illustration von Märchenschriften und Gedichten der Kaiserin Elisabeth von Österreich, im Auftrag von Frau Marie Luise von Wallersee, der Nichte der Kaiserin. Die Schnitte entstanden zwar 1932/1933,[9] die Verträge zur Veröffentlichung wurden 1934 geschlossen,[10] doch infolge Krankheit und Tod von Frau von Wallersee scheiterte die Publikation.

An Ausstellungen nahm Josy Meidinger u. a. von 1922 bis 1939 jährlich mit bis zu 50 Arbeiten in München teil, dazu 1926 in Chicago, Nürnberg und Augsburg, 1934 und 1948 in Neuburg a. d. Donau. Nach ihrem Tod fanden Einzelausstellungen 1978 und 1994 in Neuburg a.d.Donau, 1995 in Pfaffenhofen an der Ilm,
1999/2000 mit über 300 Arbeiten im staatlichen Schloss Neuburg und Wittelsbacher Jagdschloss Grünau statt, 2003/2004 schließlich in der städtischen Galerie Neuburgs.

## Nachlass
Arbeiten von Josy Meidinger befinden sich unter anderem im Eigentum des Hauses Wittelsbach, der Stadt Neuburg a. d. Donau, des Germanischen Nationalmuseums Nürnberg, des Historischen Vereins Neuburg an der Donau e.V., sowie unzähliger Sammler und Privatpersonen.

## Ehrungen
2000 wurde die Neuzüchtung einer Fuchsienart nach Josy Meidinger benannt.
2010 erklärte der Stadtrat von Neuburg a. d. Donau das Grab von Josy Meidinger zum städtischen Ehrengrab, beschloss die Gründung eines Josy-Meidinger-Museums und mit dem Verschönerungsverein Neuburg e.V. die Errichtung eines Josy-Meidinger-Denkmals. Es wurde am 3. November 2010, gestaltet nach einem Scherenschnitt der Künstlerin, in einer Mauernische des Schlosses Neuburg a.d.Donau enthüllt.

## Weiterführende Literatur
- Ingrid von der Dollen in Malerinnen im 20. Jahrhundert, Hirmer München 2000, S. 335, ISBN 3-7774-8700-7
- Lore Lorenz in Erste Berührung-Bleibende Begegnung, in „Schwabenspiegel“ 4–5/2004, S. 428–431, ISBN 3-89639-460-6
- Barbara Höglmeier MA in „Neuburger Kollektaneenblatt“ 148/2000 S. 161–179, ISSN 0302-5934
- Hans Wellmann in Schwabenspiegel 1/2000 S. 73, ISBN 3-89639-244-1 und 4–5/2004 S. 368–370, ISBN 3-89639-460-6
- Elmar Gernert in TOTENTANZ, Eigenverlag Nürnberg 1996 und Josy Meidinger, Scherenschnitte, Grafik, Stadt Neuburg a.d.Donau 2001, S. 7–34 u. 253–258.